# مونیکا کروزونا
مونیکا کروزونا (به انگلیسی: Monika Kruszona) (زادهٔ ۴ اوت ۱۹۸۵) شناگر اهل آلمان است.